# Ярослав (Габро)
Ярослав Иванович Габро (англ. Jaroslav J. Gabro; 31 июля 1919, Чикаго, Иллинойс, США — 28 марта 1980, Чикаго) — первый епископ чикагский Украинской грекокатолической церкви с 14 июля 1961 года по 28 марта 1980 год.

## Биография
Ярослав Габро родился 31 июля 1919 года в Чикаго в семье Ивана и Катерины (урождённой Тымуш) Габро, выходцев из Галиции.
После получения богословского образования Ярослав Габро был рукоположён 27 июля 1945 года в священника.
14 июля 1961 года Римский папа Иоанн XXIII учредил епархию святого Николая в Чикаго и назначил Ярослава Габро её первым епископом. 26 октября 1961 года состоялось рукоположение Ярослава Габро в епископа, которое совершил архиепископ филадельфийский Амвросий Сенишин в сослужении с епископом торонтским Исидором Борецким и епископом стемфордским Иосифом Шмондюком.
Ярослав Габро участвовал в работе I, II, III и IV сессиях II Ватиканского собора.
Скончался 28 марта 1980 года в Чикаго после непродолжительной болезни.